# Bolha especulativa
Uma bolha especulativa, bolha financeira, bolha econômica, entre outros nomes, é uma situação na qual o valor de um ativo se desvia fortemente do valor intrínseco correspondente desse mesmo ativo. Tal situação pode também ser descrita como uma situação em que os preços dos ativos parecem basear-se em uma visão distorcida ou inconsistente sobre o futuro. Esta situação costuma causar sofrimento econômico, principalmente entre os mais pobres.
Como é bastante difícil observar valores intrínsecos nos mercados reais, bolhas especulativas muitas vezes só podem ser conclusivamente identificadas por meio de uma retrospectiva após uma queda brusca nos preços de determinado ativo. Essa queda brusca é conhecida como quebra ou estouro da bolha. Tanto as fases de boom econômico e a recessão da bolha são exemplos de mecanismos de feedback positivo, em contraste com os mecanismos de feedback negativo, que determina o preço de equilíbrio. Em circunstâncias normais de mercado. Preços em uma bolha econômica podem flutuar de forma irregular, e torna-se impossível prever a capacidade de oferta e demanda sozinho.
As bolhas de ativos são agora amplamente consideradas como uma característica recorrente da história econômica moderna que remonta a 1600. A Tulipomania da Idade de Ouro holandesa (em meados da década de 1630) é frequentemente considerada a primeira bolha econômica registrada na história.

## Causas
Enquanto alguns economistas neguem a existência de bolhas, a(s) causa(s) das bolhas permanece em disputa entre aqueles que estão convencidos de que os preços dos ativos muitas vezes desviam-se fortemente de seus valores intrínsecos. Muitas explicações têm sido sugeridas, e pesquisas mostraram recentemente que as bolhas podem aparecer mesmo sem incertezas econômicas, especulação, ou racionalidade limitada. Nesses casos, as bolhas podem ser discutidas como racionais, nas quais os investidores em todos os pontos serão totalmente compensados pela possibilidade de que a bolha entre em colapso obtendo retornos mais elevados. Estas abordagens requerem que o momento do colapso da bolha só possa ser previsto probabilisticamente, e o processo de bolha é muitas vezes modelado usando um modelo de comutação Markov. Também tem sido sugerido que as bolhas podem em última análise, serem causadas por processos de coordenação de preços, ou por normas sociais.

## Bolhas na bolsa brasileira
A história das bolhas na bolsa brasileira remetem ao início do mercado de capitais no país. Conhecida como a “crise do encilhamento”, por volta de 1889, ocorreu uma grave bolha de crédito por conta de estímulos à industrialização do Brasil. Dois casos que ganharam notoriedade foram as ações OGX (OGXP3); além da bolha do alicate envolvendo a empresa Mundial SA. (MNDL3).